# Agnes von Böhmen (1269–1296)

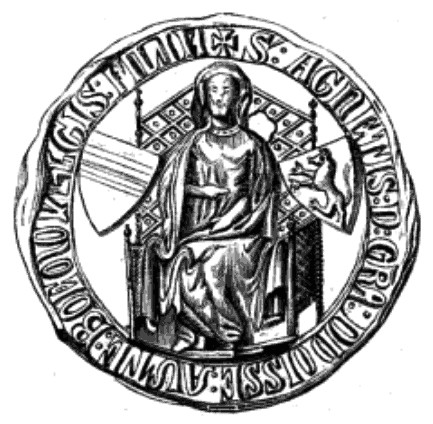
Der Siegel der österreichischen Herzogin Agnes aus dem Hochmittelalter

Agnes von Böhmen (geboren als Anežka Přemyslovna; * 5. September oder 9. September 1269 in Prag; † 17. Mai 1296 ebenda) war eine böhmische Prinzessin aus dem Haus der Přemysliden und das dritte Kind des böhmischen Königs Ottokar II. Přemysl und seiner zweiten Gemahlin Kunigunde von Halitsch.

## Biografie
Ihr Vater starb am 26. August 1278 in der Schlacht auf dem Marchfeld gegen den römisch-deutschen König Rudolf I. von Habsburg. Ottokar wurde vermutlich auf dem Schlachtfeld durch den Racheakt eines Kärntner Ritters getötet. Zur endgültigen Beilegung des Konflikts beschloss Kunigunde, ihre Kinder mit den Kindern Rudolfs zu vermählen. Agnes wurde im Frühjahr 1279 mit Rudolf II. verlobt, ihr Bruder Wenzel mit Guta von Habsburg.
Durch die im März 1289 in Prag geschlossene Ehe mit Rudolf II. wurde Agnes Herzogin von Österreich und Steiermark, sowie von Schwaben, Elsass und dem Aargau. 
Aus der Ehe entstammt Johann Parricida (1290–1313), der kurz vor oder nach dem Tode seines Vaters geboren wurde.
| Personendaten    | Personendaten                            |
| ---------------- | ---------------------------------------- |
| NAME             | Agnes von Böhmen                         |
| ALTERNATIVNAMEN  | Anežka Přemyslovna (Geburtsname)         |
| KURZBESCHREIBUNG | Frau Herzog Rudolf II. von Österreich    |
| GEBURTSDATUM     | 5. September 1269 oder 9. September 1269 |
| GEBURTSORT       | Prag                                     |
| STERBEDATUM      | 17. Mai 1296                             |
| STERBEORT        | Prag                                     |